# 阮兆輝
阮兆輝，BBS、BH（英語：Franco Yuen Siu-fai，1945年11月1日—），祖籍廣東新會，出生於廣東佛山，香港粵劇男演員，人稱「輝哥」，有「神童」、「萬能泰斗」等美譽，獲榮譽勳章（BH）、藝術成就獎及銅紫荊星章（BBS）等榮譽。他是首位到英國倫敦在英女皇伊利沙伯二世御前演唱南音的藝術家，現為香港八和會館副主席。

## 背景

### 早年生活
阮兆輝在廣東省南海縣佛山鎮出生，（今為佛山市）祖父輩於佛山經營米舖、典當店、船隻保險等生意。父親到香港生活後經營辦館。阮兆輝在1948年三歲時因戰亂關係跟隨父兄定居香港北角和富道和西環，7歲因父親到澳門工作而開始於當地學習粵劇及就讀小學一年級，為時1年。他早年就讀端正學校（1953年小二上學期），但因沒有30元交學費而輟學，自此投身演藝工作。
當時以碰運氣心態的他到九龍太子道投考成為電影公司小演員不遂。未幾於1953年再與兄長投考永茂電影公司且獲錄用，與李麗華、葛蘭、林翠、李湄、王引、王元龍等合演國語片。後於1950年代初得朱紫貴介紹轉投中聯電影公司。不過公司被視為左派企業，令所拍的電影不能賣埠，阮便於1959年離開。其母親曾在1950年代聲演馬昭慈有份參與的廣播劇，阮因此獲得機會加入麗的呼聲一同演出廣播劇中的小童角色。

### 事業發展

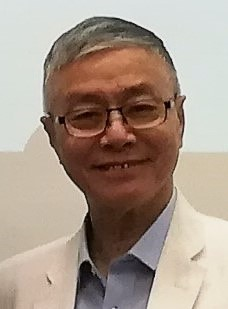
2018年9月5日，阮兆輝於香港中文大學

阮兆輝於1953年年尾在西環高陞戲院首踏台板，演過不少粵劇，在粵劇界有「神童」、「萬能泰斗」等美譽。而他的啟蒙老師是新丁香耀，曾拜麥炳榮、劉兆榮、黃滔為師，曾隨羅麗娟、鄧碧雲習藝，精研廣東說唱之南音（舞台南音），更隨袁小田練北派武功。阮兆輝曾參與大龍鳳、新馬、碧雲天、春暉、好兆年、燕笙輝、鳳求凰劇團、鳴芝聲劇團、慶鳳鳴、雙喜、鳳笙輝、頌新聲及雛鳳鳴等劇團。及後於1962年到大會堂公共圖書館自學中國文化知識，又得父親教授其他學問。1971年成立香港實驗粵劇團，以推動香港粵劇的發展。1997年花旦重頭戲《文姬歸漢》，報恩的陳好逑開山劇目第一個有記錄全程參與、帶領和指導編劇的他，不太確定他的能力。
1975年，他應打算為《歡樂今宵》加入粵劇環節的馮吉隆邀請加入無綫電視，1976年正式簽約至1983年約滿離開。不續約的原因出於在外演出粵劇的檔期不能遷就電視台當時的新告假制度。加上其他藝員離職也使他感到沒趣。他離開電視台前負責的最後一個項目為當國際龍舟賽的電視旁述。其後於1991年，他獲得「藝術家年獎」之歌唱家年獎。2003年5月獲頒「藝術成就獎」。阮兆輝是少數可以跨行當演出的藝人，曾演出《大鬧青竹寺》、《十奏嚴嵩》、《大送子》、《情鎖奈何天》、《宦海奇情》、《山東響馬》、《荷池影美》、《漢家天下》等等。在西九諮詢委員會曾經出任委員，並曾在會議中就戲曲中心命名一事，嚴厲批評將戲曲翻譯為「Opera」，主張音譯成「Xiqu」更為合適。
1981年，阮兆輝曾成立流行音樂唱片公司喜韻唱片，先後為歌手王愛明推出專輯《明明是》及為陳潔靈推出《今晚夜》，然不久阮兆輝便因陷入財政困難而將公司倒閉。1992年，阮兆輝獲香港政府頒授榮譽勳章，同年應邀遠赴倫敦，成為首位在英女皇御前演唱南音——「香江頌 – 擦亮明珠耀四方」的香港藝術家；2003年獲香港藝術發展局頒發「藝術成就獎」。2012年5月28日，阮兆輝出席電台節目時透露自己早前登記為立法會「體育、演藝、文化及出版界」組別選民，不過被選舉事務處告知不合資格，因為其所開設的製作公司在過去一段時間無接受康文署、藝術發展局等資助。
2014年，阮兆輝獲香港特別行政區政府頒發銅紫荊星章，表揚他畢生致力推廣粵劇，栽培新秀，對粵劇承傳貢獻良多。2016年7月，他於香港書展推出自傳《阮兆輝棄學學戲 弟子不為為子弟》紀錄一生學藝生涯點滴，該書同年榮獲「2016年香港金閱獎」的「最佳文史哲書」獎項。2018年7月，香港粵劇學者協會 （页面存档备份，存于）與英國西倫敦大學倫敦音樂學院合辦全球首個「粵曲考級試（演唱）」，粵曲考級試首席考官阮兆輝出席電台節目時表示，坊間很多粵曲導師，惟質素無法認證，考級試有助推動導師自我增值，業界表演者則不必接受考核。
2018年11月，阮兆輝與盧海鵬、高志森同劉惠鳴等宣佈設立粵劇頒獎禮，希望令年輕一輩演員有一個奮鬥目標。
2021年4月，阮兆輝與香港男歌手張敬軒合作參與由「賽馬會藝壇新勢力2020/2021」所委約製作的音樂故事錄像計劃《魂遊記》，融合南音及粵語流行音樂。該曲由伍卓賢作曲、編曲及監製，黃詠詩填詞，阮兆輝藝術指導，其中阮兆輝負責演唱曲中南音部分，張敬軒則負責流行曲部分。

### 政治立場
2020年6月，阮兆輝與約2600名文藝界從業者聯署支持港版國安法。

## 家庭
阮兆輝有一兄長阮兆開，曾為香港粵語片演員。 阮兆輝與前妻尹飛燕的兒子阮德鏘，曾為無綫電視藝員。他與前妻另外育有一名女兒阮德璇。阮德鏘於2018年與女演員林司敏成婚，二人育有一名女兒阮婧恆。

## 參演電影／電視節目（TVB）
- 《春》（1953年）
- 《人人為我，我為人人》（1954年）
- 《離婚淚》（1954年）
- 《秋》（1954年）
- 《自梳女》（1954年）
- 《父與子》（1954年）
- 《空谷蘭》（1954年）
- 《養子當知父母恩》（1954年）
- 《母親》（1954年）
- 《人隔萬重山》（1954年）
- 《父母心》（1955年）
- 《黃飛鴻獨臂鬥五龍》（1956年）飾 胡細牛
- 《西廂記》（1956年）
- 《青山翠谷》（1956年）
- 《白兔會》（1959年12月22日）
- 《石頭太子篡位》（1959年）
- 《白娘娘借屍還魂》（1959年）
- 《哪吒蛇山救母》（1960年）
- 《血洗愛河橋》（1962年9月5日）
- 《斷橋產子》（1962年）
- 《瓊花仙子》 (1970年) 飾 獨火太子
- 歡樂今宵（1975年－1983年）
- 《李香君》（1990年）
- 阮兆輝演藝70樂今宵（2023年）
- 《說笑之人》（2023年） 飾 臧校長
- 歡樂滿東華2023（2023年）

### 電視劇（無綫電視）
| 年份   | 劇名                        | 角色         |
| 1976年 | 黃飛鴻                      | 夏重民       |
| 1977年 | 幻海奇情：先兆 幻海奇情：母 | 馮仁         |
| 1978年 | 雲絲頓之妙想發財            | 阿鐸         |
| 1978年 | 國際刑警：200克鉛彈頭       | 薛基源       |
| 1978年 | 契爺皇帝                    | 周日清       |
| 1978年 | 東芝行運一條龍              | 男主角林子東 |
| 1978年 | 師姐出馬                    |              |
| 1979年 | 絕代雙驕                    | 萬春樓       |
| 1980年 | 仁者無敵                    | 呂仁         |
| 1980年 | 執到寶                      | 賊           |
| 1980年 | 龍仇鳳血                    |              |
| 1981年 | 流氓皇帝                    | 謝阿奀       |
| 1981年 | 迷離世界：影                | 漢林         |
| 1981年 | 封神榜                      | 雷震子       |
| 1983年 | 鴨仔里春光                  |              |

### 電視劇（香港電台）
| 年份   | 劇名                          | 角色   |
| 1977年 | 獅子山下：岬 獅子山下：野孩子 |        |
| 1979年 | 執法者：死路                  | 盲人   |
| 1984年 | 香江歲月                      | 葫蘆仔 |
| 1987年 | 獅子山下：客自南北來          |        |
| 1989年 | 人間有情：奇遇                | 程大文 |
| 1994年 | 獅子山下：再進沈園            |        |
| 2006年 | 獅子山下：夜貓                |        |

## 著作
| 年份   | 書名                                | 出版                   |
| 2009年 | 辛苦種成花錦繡 品味唐滌生《帝女花》 | 三聯書店(香港)有限公司 |
| 2016年 | 阮兆輝棄學學戲 弟子不為為子弟       | 天地圖書有限公司       |
| 2017年 | 生生不息薪火傳 粵劇生行基礎知識     | 天地圖書有限公司       |
| 2020年 | 此生無悔此生                        | 天地圖書有限公司       |